# Instituto Autónomo de Bibliotecas e Información del Estado Mérida
O Instituto Autónomo de Bibliotecas e Información del Estado Mérida (IBIME), é um organismo adscrito à gobernación do estado Mérida - Venezuela com a finalidade de velar pela rede de bibliotecas do mesmo, com o propósito de preservar todas aquelas atividades em pró do acervo cultural, histórico e educativo das comunidades merideñas.

## História
O Instituto Autônomo de Serviços de Bibliotecas e Informação (IBIME), foi criado 18 de junho de 1998 segundo Gaceta Oficial do Estado Mérida, número 90 Extraordinária, na qual, a Assembléia Legislativa do Estado Mérida, decretava a Lei do Instituto Autônomo de Serviços de Bibliotecas e Informação do Estado Mérida.

## Funções
Ser responsável pela execução das políticas que em matéria de serviços de bibliotecas e informação se oferecem a toda a comunidade merideña regendo pelo regulamento técnica bibliotecológica se rege pelo Sistema Nacional de Bibliotecas Públicas e as políticas da Biblioteca Nacional como órgão reitor em Venezuela.
Ser no estado Mérida o organismo garante do princípio de liberdade da possibilidade de selecionar materiais bibliográficos e não bibliográficos, em diferentes formatos, que constituam ao acervo histórico da região e nacional.
Actuar como ente do governo estadal, responsável pela execução e cumprimento das políticas, normas e procedimentos, que em matéria de serviços de bibliotecas e informação que se oferecem a toda a comunidade merideña, sem fazer distinción de nacionalidade, credo, raça, sexo, nível de formação e condição social.

## Serviços
- Empréstimo em sala.
- Empréstimo ao lar
- Serviço de referência.
- Serviços de informação digital.
- Sala geral.
- Serviço para meninos.
- Hemeroteca do estado
- Caixas viajantes.
- Revistas de interesse geral
- Departamento de reparo e encuadernación de livros.
- Empréstimo interbibliotecario.

## Bibliomovil ou biblioteca móvel
É um serviço de Biblioteca móvel com livros de diferentes categorias, que tem como finalidade atender as comunidades, instituições, conselhos comunales, comitês de cultura e grupos esportivos que solicitam o serviço como apoio às atividades de promoção e animação à leitura e atividades culturais. 